# Francisco Belló Martínez
Francisco Belló Martínez   (Cieza, 23 d'abril de 1923 - Cieza, 17 d'agost de 1989), conegut com a Belló I, fou un futbolista espanyol de la dècada de 1940.
Els seus inicis foren al CD Cieza de la seva ciutat natal. L'any 1945 va ser fitxat pel RCD Espanyol, que el cedí a l'EC Granollers (1945-46). En dues temporades disputà 10 partits oficials i marcà 3 gols.
L'any 1947 marxà al Reial Saragossa, on jugà durant quatre temporades a bon nivell, dues a segona divisió i dues a primera. A Saragossa coincidí amb el seu germà Luis Belló Martínez, que fou conegut com a Belló II.